# Scotopteryx elongata
Scotopteryx elongata är en fjärilsart som beskrevs av Paul Dognin 1904. Scotopteryx elongata ingår i släktet backmätare, och familjen mätare. Inga underarter finns listade.